# Irma Vep (sèrie de televisió)
Irma Vep és una minisèrie de televisió de comèdia dramàtica creada, escrita i dirigida per Olivier Assayas per a HBO. Basada en la pel·lícula homònima d'Assayas del 1996, la sèrie es va estrenar al 75è Festival Internacional de Cinema de Canes el 22 de maig. Formada per vuit episodis, va debutar el 6 de juny de 2022 i va concloure el 25 de juliol.

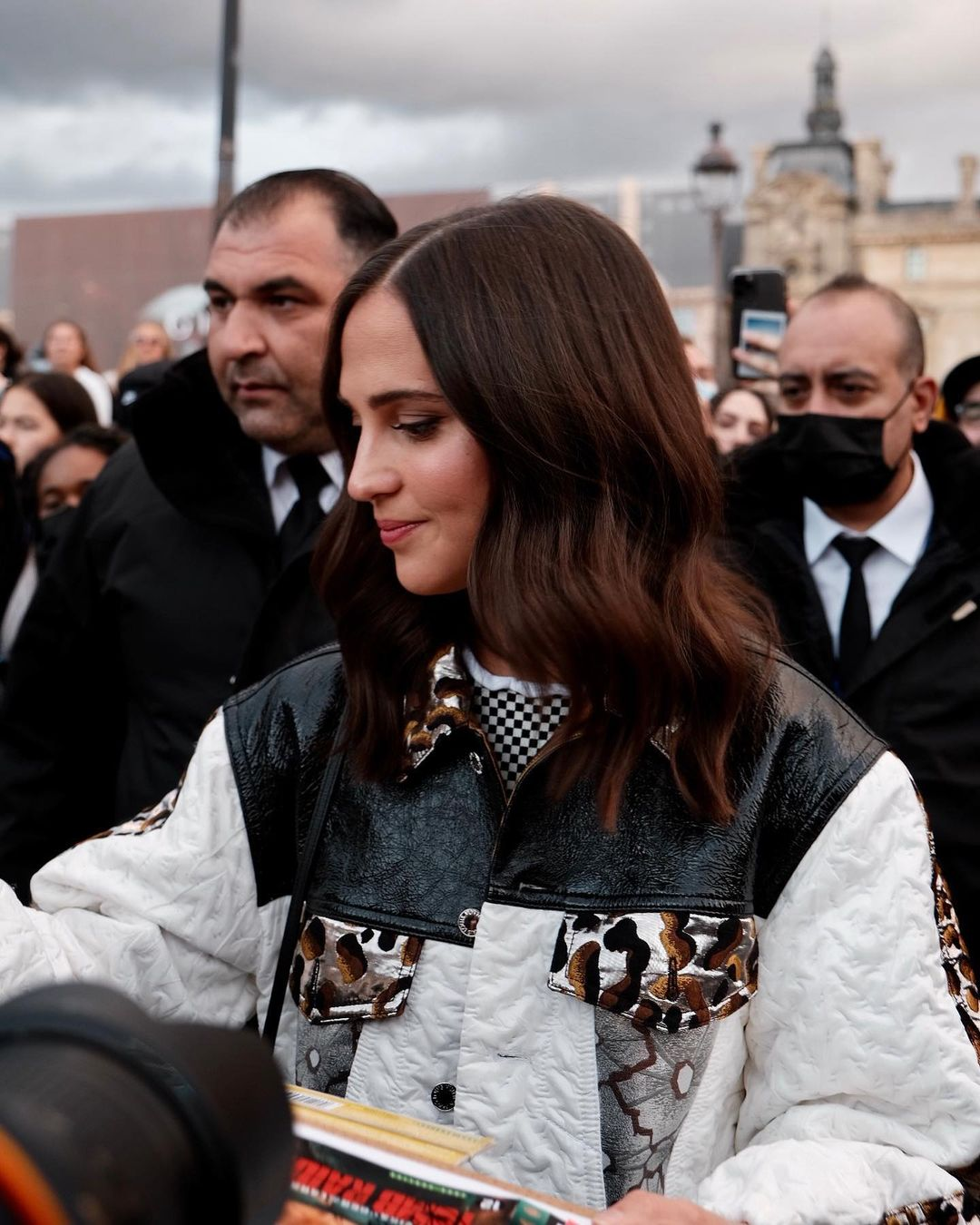
Alicia Vikander com a Irma Vep

És protagonitzada per Alicia Vikander com Mira, una estrella de cinema estatunidenca que ve a França per interpretar a Irma Vep en una adaptació de la sèrie de televisió de la sèrie de cinema mut francès Les Vampires, i Vincent Macaigne com a René, el director de l'adaptació. També compta amb un repartiment de suport, que inclou Adria Arjona, Byron Bowers, Jeanne Balibar, Vincent Lacoste, Nora Hamzawi, Hippolyte Girardot, Devon Ross, Alex Descas, Antoine Reinartz i Lars Eidinger.

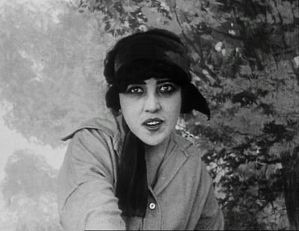
Musidora com a Irma Vep

Irma Vep va rebre crítiques molt positives de la crítica, que van lloar l'actuació de Vikander i la direcció d'Assayas

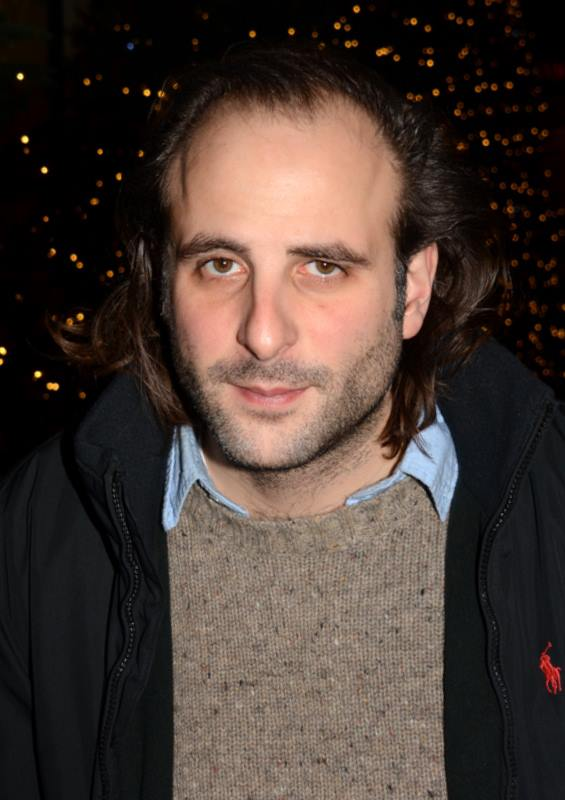
Vincent Macaigne és René Vidal

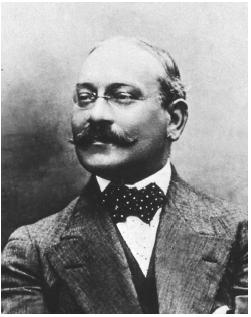
Louis Feuillade (René Vidal)

## Argument
Irma Vep gira al voltant de Mira, una estrella de cinema estatunidenca desil·lusionada per la seva carrera i una ruptura recent, que arriba a França per interpretar a Irma Vep en una adaptació de la sèrie de televisió de la sèrie de cinema mut francès Les Vampires. Amb el teló de fons d'un thriller de crim esgarrifós, Mira lluita mentre les distincions entre ella i el personatge que interpreta comencen a desdibuixar-se i fusionar-se.

## Repartiment

### Protagonistes
- Alicia Vikander com a Mira Harberg, una actriu estatunidenca nascuda a Suècia amb ganes de canviar la direcció de la seva carrera i treure's d'un escàndol sensacionalista recent. Vikander també retrata Musidora durant escenes de flashback.
- Vincent Macaigne com a René Vidal, el director de la sèrie de televisió la història de la qual de trastorns d'ansietat, visió artística incoherent i enfrontaments constants amb el repartiment, el grup i els productors amenacen amb descarrilar el projecte. Macaigne també retrata Louis Feuillade durant escenes de flashback.

### Coprotagonistes recurrents
- Adria Arjona com a Laurie, l'ex-assistent i exnòvia de Mira. Després que les coses no van acabar bé amb Mira, es va casar amb Herman.
- Byron Bowers com a Herman Ray, un cineasta de Hollywood que es troba a París per promocionar la seva darrera pel·lícula
- Jeanne Balibar com a Zoe, una dissenyadora de vestuari. Subministra drogues a Gottfried i se sent atreta per Mira.
- Vincent Lacoste com a Edmond Lagrange, un actor francès contractat per interpretar Philippe Guérande
- Nora Hamzawi com a Carla, ajudant de direcció. Hamzawi també interpreta l'assistent de Feuillade durant les escenes de flashback.
- Hippolyte Girardot com a Robert Danjou, un actor francès contractat per interpretar el Gran Vampir. Girardot també interpreta Jean Ayme durant una escena de flashback al cinquè episodi.
- Devon Ross com a Regina, una cinèfila i assistent de Mira
- Alex Descas com a Grégory Desormeaux, un productor. Descas reprèn el seu paper de la pel·lícula de 1996.
- Antoine Reinartz com a Jérémie, un operador de càmera
- Carrie Brownstein com a Zelda, l'agent de Mira. No està interessada en el projecte Vampires i no accepta que Mira no estigui interessada a interpretar la xicota a la propera pel·lícula "Silver Surfer", malgrat la reiterada negativa de Mira al paper.
- Lars Eidinger com a Gottfried, un actor alemany drogaddicte contractat per interpretar Juan-José Moréno. Eidinger també interpreta Fernand Herrmann durant una escena de flashback al sisè episodi.
- Tom Sturridge com a Eamonn, l'exnòvio de Mira. Està a París per una pel·lícula i no s'han vist des que es van separar.
- Fala Chen com a Cynthia Keng, una estrella en ascens de Hong Kong contractada per René Vidal per interpretar l'assoliment provocador d'Irma Vep i part dels plans dels vampirs.
- Pascal Greggory com a Gautier Parcheminerie, un home que està finançant la sèrie perquè Mira accepti treballar en una campanya per a la seva marca de cosmètics.
- Dominique Reymond com a terapeuta de René

### Altres coprotagonistes
- Sigrid Bouaziz com a Séverine, una actriu francesa contractada per interpretar a Marfa Koutiloff, i l'exnòvia d'Edmond
- Vivian Wu com a Jade Lee, l'exdona de René que va interpretar a Irma Vep en el seu remake anterior. Les imatges d'arxiu de Maggie Cheung de la pel·lícula de 1996 s'utilitzen quan Jade apareix com a Irma.
- Lou Lampros com a Galatea, una aspirant a actriu contractada per interpretar a Jeanne Brémontier. Lampros també retrata Louise Lagrange durant un flashback al vuitè episodi

A més, Valérie Bonneton retrata la PR francesa de Mira, Élizabeth Mazev apareix com a Musidora en una entrevista de 1947, mentre que Jean-Luc Vincent interpreta l'amfitrió. Denis Podalydès apareix com el prefecte de policia durant una escena de flashback, Maya Persaud interpreta a Sandra, un membre de la producció, i Jérôme Commandeur interpreta Angus, un executiu de producció. Alexandre Steiger interpreta a Jules, un actor que interpreta Mazamette, mentre que Stefan Bohne apareix com Thor, un consultor de bondage de la sèrie, Mélodie Richard com a Aurélia, una actriu que interpreta Augustine, i Maud Wyler com a Rebekah, una actriu que interpreta Mme D' Alba.
També apareixen Nathalie Richard com Ondine, Calypso Valois com la núvia d'Edmond, Maya Sansa com l'esposa de Grégory, Jess Liaudin com l'actor que interpreta Satanas, Bertrand Pazos com Sacha Guitry, i Laurent Papot com Albert Willemetz. El còmic francès Panayotis Pascot fa un cameo com a jove executiu, i Aude Pépin com a veu de la dona de René. Kristen Stewart apareix al vuitè episodi com a Lianna, una famosa estrella del pop i xicota d'Eamonn que recentment va patir un avortament involuntari.

## Episodis
| Núm. | Títol                  | Direcció        | Guió            | Data d'emissió original | Espectadors U.S. (milions) |
| ---- | ---------------------- | --------------- | --------------- | ----------------------- | -------------------------- |
| 1    | «The Severed Head»     | Olivier Assayas | Olivier Assayas | 6 de juny de 2022       | 0.071                      |
| 2    | «The Ring that Kills»  | Olivier Assayas | Olivier Assayas | 13 de juny de 2022      | 0.046                      |
| 3    | «Dead Man's Escape»    | Olivier Assayas | Olivier Assayas | 20 de juny de 2022      | 0.049                      |
| 4    | «The Poisoner»         | Olivier Assayas | Olivier Assayas | 27 de juny de 2022      | 0.042                      |
| 5    | «Hypnotic Eyes»        | Olivier Assayas | Olivier Assayas | 4 de juliol de 2022     | 0.039                      |
| 6    | «The Thunder Master»   | Olivier Assayas | Olivier Assayas | 11 de juliol de 2022    | 0.031                      |
| 7    | «The Spectre»          | Olivier Assayas | Olivier Assayas | 18 de juliol de 2022    | 0.045                      |
| 8    | «The Terrible Wedding» | Olivier Assayas | Olivier Assayas | 25 de juliol de 2022    | 0.073                      |

## Producció
Assayas va començar a desenvolupar la minisèrie el maig del 2020 com una adaptació solta de la pel·lícula, que va ser encarregada oficialment per HBO el desembre del 2020 i que serà escrita i dirigida per Assayas.

### Càsting
El desembre de 2020, es va anunciar que Alicia Vikander havia estat elegida per al paper principal. Adria Arjona, Carrie Brownstein, Jerrod Carmichael, Fala Chen i Devon Ross foren seleccionats el juliol. A l'agost, foren seleccionats Byron Bowers i Tom Sturridge, Sturridge substituí Carmichael, que va haver d'abandonar el projecte a causa de a conflictes de programació. Al novembre, diversos papers nous van ser anunciats, inclosos Vincent Macaigne, Jeanne Balibar, Lars Eidinger, Vincent Lacoste, Hippolyte Girardot, Alex Descas, Nora Hamzawi i Antoine Reinartz, amb Macaigne com a director de la pel·lícula i la resta dels anunciats com a repartiment i equip. En una entrevista amb The New Yorker Kristen Stewart va revelar que va participar en un petit paper.

### Rodatge
La fotografia principal va començar el 14 de juny de 2021 a Illa de França, principalment a París i els seus suburbis, i es va desenvolupar durant cent dies. Alguns dels llocs utilitzats per la producció inclouen l'Opéra-Comique, els Champs-Élysées, Montmartre, la Gare du Nord i l'aeroport Charles de Gaulle.

### Música
La cançó que es reprodueix durant els crèdits inicials és "Ya Habibti" de Mdou Moctar.
La música addicional al llarg del primer episodi és de l'àlbum "Follow The Light" de Jonny Easton.

### Vestuari
Jürgen Doering va crear el vestuari de la sèrie, mentre que el director creatiu de Louis Vuitton, Nicolas Ghesquière, és el dissenyador del vestit d'Irma Vep.

## Estrena
La sèrie es va estrenar el 6 de juny de 2022 a HBO als Estats Units. També s'emet a HBO Max. A França, els episodis s'estrenen a la transmissió d'OCS en streaming el matí després que l'emissió estatunidenca s'emetís a OCS City al vespre. A diferència de moltes sèries que alternen diàlegs en francès i en un altre idioma, la producció va decidir no doblar les escenes en anglès al francès per a l'emissió francesa.

## Recepció
Al lloc web de l'agregador de ressenyes Rotten Tomatoes, la sèrie té una puntuació d'aprovació del 95%, basada en 57 ressenyes amb una puntuació mitjana de 7,8/10. El consens crític del lloc diu: "Catnip per a cinèfils i un punt de mira benvingut per a la fascinant Alicia Vikander, Irma Vep és una expansió que val la pena de l'obra cinematogràfica de l'escriptor i director Olivier Assayas". A Metacritic, té una puntuació de 84 sobre 100, basat en 21 ressenyes, que indica "aclamació universal".
Després de la seva estrena al 75è Festival Internacional de Cinema de Canes, Daniel Fienberg de The Hollywood Reporter va descriure la sèrie com "solta i intel·lectualment fluixa, àmplia i bromista en un moment i rebolcada en una trista autoestima" i va trobar l'actuació de Vikander "meravellosament lleugera i oberta".
A la seva ressenya per a Variety, Daniel D'Addario va elogiar l'actuació de Vikander, i va concloure: "Si el cinema de gran pressupost és una presó, aleshores Vikander com a Mira, sílfide i atrevida, es mourà entre les barres." David Cote de The A.V. Club la va qualificar amb una "A" i va elogiar la direcció d'Assayas, escrivint "És un maneig magistral de vocabularis visuals, sens dubte la sèrie més sofisticada de cinema que HBO ha produït mai". Brian Tallerico de RogerEbert.com la va anomenar una "mirada intel·ligent i retorçada entre bastidors i un recordatori que Olivier Assayas és un dels millors en el negoci cinematogràfic avui dia, i pel que sembla també a la televisió".
A la seva ressenya a The Ringer, Adam Nayman va escriure, "Els plaers d’un espectacle com Irma Vep rau en la seva intel·ligència implacable i la seva sofisticació postmoderna, la manera com fa gala de la seva pròpia intel·ligència i marc de referència", elogiant els personatges i la direcció.